# Okrouhlík

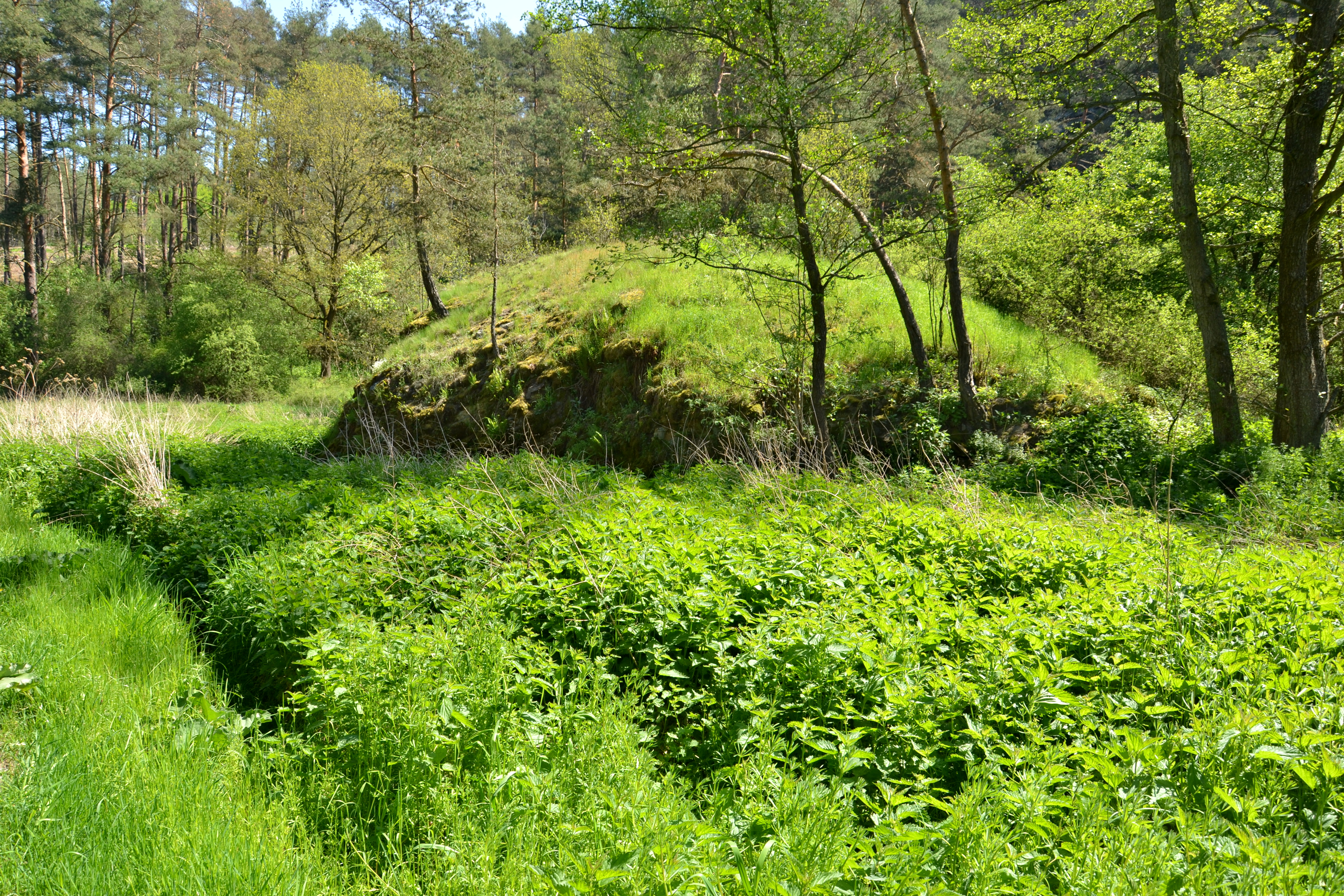
Okrouhlík na území přírodní památky Čertova hráz v okrese Plzeň-sever

Okrouhlík je skalnaté jádro opuštěného meandru, vyvýšený útvar mezi prorvanou šíjí meandru a mrtvým ramenem. Při říční erozi dochází v některých případech k výraznému úbytku materiálu na protilehlých výsepních březích, až voda zeslabenou šíji meandru protrhne a tok řeky se zkrátí. Pokud bylo jádro opuštěného meandru tvořené odolnějšími horninami, vznikne ostrovní pahorek zvaný okrouhlík.

## Výskyt okrouhlíků
Okrouhlíky jako geomorfologické tvary erozně denudačního původu se v přírodě vyskytují spíše ojediněle.

### V českých zemích
V Čechách se vyskytuje nejvíce okrouhlíků v údolí Ohře mezi Nechranicemi a Libočany, u Žatce, Skupic, Lišan, Staňkovic a Postoloprt. Tyto okrouhlíky v Mostecké pánvi se nacházejí v jádrech meandrů, které byly opuštěny v období středního pleistocénu až holocénu.  Známý je okrouhlík na Kralovickém potoce u Kozojed v Plzeňském kraji, který je chráněn jako přírodní památka Čertova hráz. Ojediněle se vyskytují okrouhlíky v údolí Kocáby, na Kamenici u Vysoké Lípy v okrese Děčín nebo v údolí Divoké Orlice u Potštejna ve východních Čechách. Pokud měly okrouhlíky vyvýšené skalnaté jádro, představovaly v minulosti vhodné místo k vybudování pevnůstky či hradu.

### V Evropě

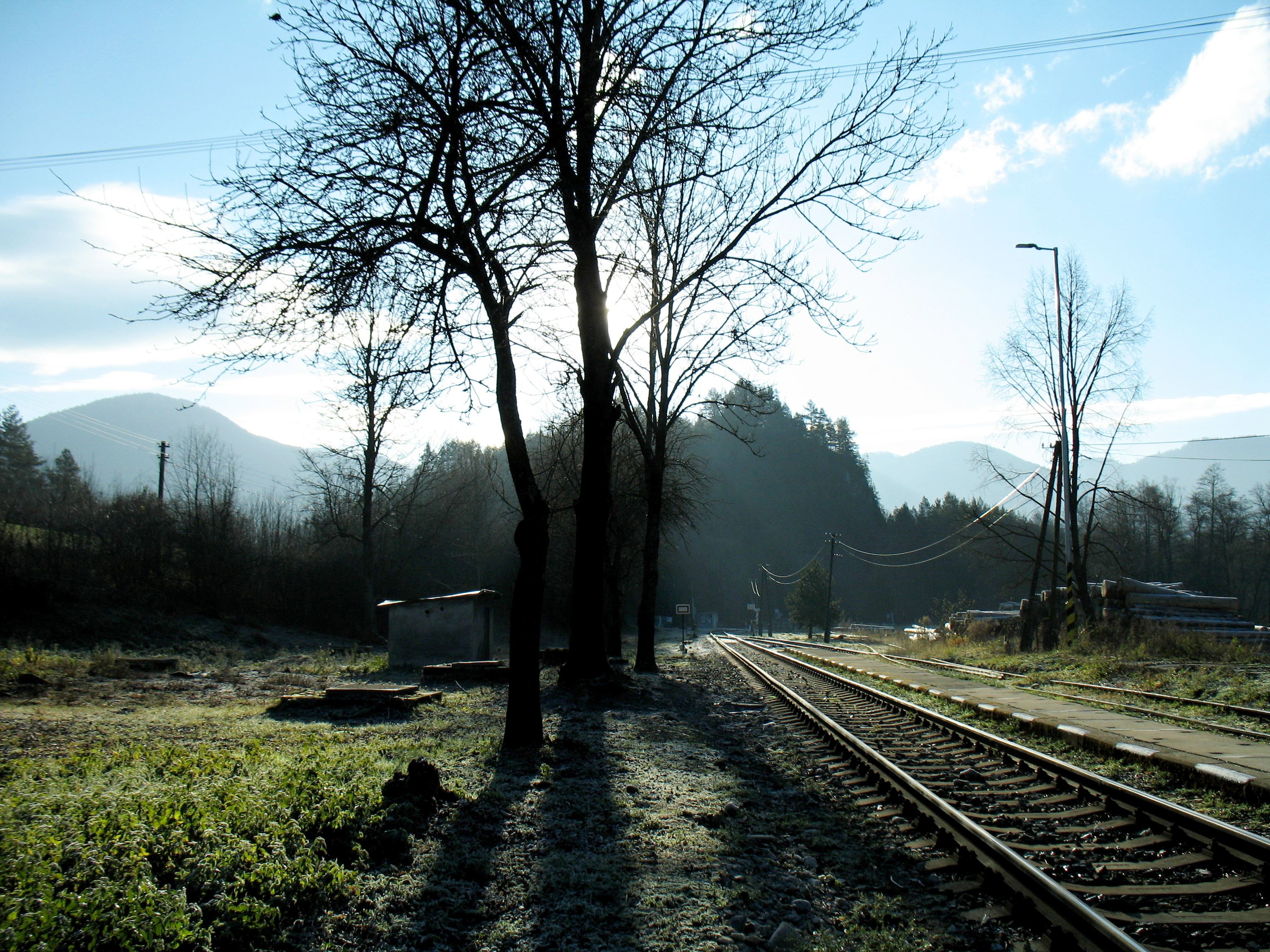
Pohled od železniční zastávky Porúbka k Turské skale

V sousedních zemích lze okrouhlíky nalézt například v Německu v opuštěných meandrech v údolí Neckaru u Lauffenu. Na Slovensku u obce Hrádok v okrese Nové Mesto nad Váhom se nachází pozoruhodně vyvinutý okrouhlík, který je chráněn jako přírodní památka Obtočník Váhu. Další velmi výrazný okrouhlík se skalnatým jádrem se nachází u vesnice Porúbka v okrese Žilina. Vznikl v opuštěném meandru říčky Rajčianky a je chráněn jako přírodní památka Turská skala.